# Kristianstads Golf Club
De Kristianstads Golf Club (Zweeds: Kristianstads Golfklubb) is een golfclub in Åhus, Zweden. De club beschikt over twee 18-holes golfbanen, de Oostbaan en de Westbaan.
De club werd in 1924 opgericht en is de zesde golfclub van Zweden. In 2006 werd de Westbaan aangelegd, de grote toernooien worden op de oude Oostbaan gespeeld. Een deel van de Oostbaan ligt langs de Oostzee.

## Toernooien
De Nordea Tour (2012) en de LET Acces Series (2013) zijn op de club te gast geweest.